# Eerste nationale herenhandbal 2009/10
De eerste nationale 2009–10 is de hoogste divisie in het Belgische handbal.
Door de fusie tussen Sporting Neerpelt en HCA Lommel werd het team van Sporting Neerpelt vervangen door Sporting Neerpelt-Lommel. Ook ROC Flémalle heeft samen met HC Herstal en ging verder als VOO HC Herstal-Flémalle ROC.

## Teams
| Ploeg                       | Plaats             | Provincie       | Trainers                 | Hal                         |
| --------------------------- | ------------------ | --------------- | ------------------------ | --------------------------- |
| HC AtomiX                   | Haacht             | Vlaams-Brabant  | Vlag van onbekend gebied | Den Dijk                    |
| Achilles Bocholt            | Bocholt            | Limburg         | Gabrie Rietbroek         | De Damburg                  |
| HC Eynatten-Raeren          | Eynatten - Raeren  | Luik            | Mariusz Kedziora         | Sporthalle Eynatten         |
| KTSV Eupen                  | Eupen              | Luik            | Vlag van onbekend gebied | Sportzentrum Eupen          |
| Initia HC Hasselt           | Hasselt            | Limburg         | Luc Boiten               | Alverberg                   |
| VOO HC Herstal-Flémalle ROC | Flémalle - Herstal | Luik            | Jean-Luc Grandjean       | Hall omnisports André Cools |
| KV Sasja HC                 | Hoboken            | Antwerpen       | Alex Jacobs              | Sorghvliedt                 |
| Sporting Neerpelt-Lommel    | Neerpelt - Lommel  | Limburg         | Predrag Dosen            | Dommelhof                   |
| United HC Tongeren          | Tongeren           | Limburg         | Jos Schouterden          | Eburons Dôme                |
| HKW Waasmunster             | Waasmunster        | Oost-Vlaanderen | Vlag van onbekend gebied | Hoogendonck                 |

## Reguliere competitie
| Pos | Club                        | Wed | W  | G | V  | Ptn | DT  | DV  | +/−  | Opmerking                |
| --- | --------------------------- | --- | -- | - | -- | --- | --- | --- | ---- | ------------------------ |
| 1   | Achilles Bocholt            | 18  | 16 | 0 | 2  | 32  | 550 | 450 | 100  | Geplaatst voor Play-off  |
| 2   | United HC Tongeren          | 18  | 16 | 0 | 2  | 32  | 519 | 435 | 84   | Geplaatst voor Play-off  |
| 3   | Initia HC Hasselt           | 18  | 12 | 1 | 5  | 25  | 557 | 490 | 67   | Geplaatst voor Play-off  |
| 4   | HC AtomiX                   | 18  | 11 | 1 | 6  | 23  | 537 | 501 | 36   | Geplaatst voor Play-off  |
| 5   | Sporting Neerpelt-Lommel    | 18  | 10 | 2 | 6  | 22  | 527 | 475 | 52   | Geplaatst voor Play-down |
| 6   | KV Sasja HC                 | 18  | 8  | 1 | 9  | 17  | 509 | 508 | 1    | Geplaatst voor Play-down |
| 7   | VOO HC Herstal-Flémalle ROC | 18  | 5  | 2 | 11 | 12  | 461 | 520 | -59  | Geplaatst voor Play-down |
| 8   | HC Eynatten-Raeren          | 18  | 5  | 1 | 12 | 11  | 487 | 547 | -60  | Geplaatst voor Play-down |
| 9   | HKW Waasmunster             | 18  | 1  | 1 | 16 | 3   | 392 | 511 | -119 | Geplaatst voor Play-down |
| 10  | KTSV Eupen                  | 18  | 1  | 1 | 16 | 3   | 449 | 551 | -102 | Geplaatst voor Play-down |

## Nacompetitie

### Play-down
| Pos | Club                        | Wed | W | G | V | Ptn | DV  | DT  | +/− | BP | Opmerking                          |
| --- | --------------------------- | --- | - | - | - | --- | --- | --- | --- | -- | ---------------------------------- |
| 1   | KV Sasja HC                 | 10  | 7 | 0 | 3 | 19  | 281 | 263 | 18  | +5 |                                    |
| 2   | HC Eynatten-Raeren          | 10  | 6 | 1 | 3 | 16  | 289 | 283 | 6   | +3 |                                    |
| 3   | Sporting Neerpelt-Lommel    | 10  | 5 | 0 | 5 | 16  | 310 | 282 | 28  | +6 |                                    |
| 4   | VOO HC Herstal-Flémalle ROC | 10  | 4 | 0 | 6 | 12  | 285 | 304 | -19 | +4 |                                    |
| 5   | KTSV Eupen                  | 10  | 3 | 2 | 5 | 9   | 291 | 299 | -8  | +1 |                                    |
| 6   | HKW Waasmunster             | 10  | 3 | 1 | 6 | 9   | 228 | 253 | -25 | +2 | Gedegradeerd naar tweede nationale |

### Play-off
| Pos | Club               | Wed | W | G | V | Ptn | DT  | DV  | +/− | BP | Opmerking                       |
| --- | ------------------ | --- | - | - | - | --- | --- | --- | --- | -- | ------------------------------- |
| 1   | Achilles Bocholt   | 6   | 4 | 1 | 1 | 13  | 191 | 187 | 4   | +4 | Geplaatst voor de Best of Three |
| 2   | United HC Tongeren | 6   | 4 | 1 | 1 | 12  | 181 | 153 | 28  | +3 | Geplaatst voor de Best of Three |
| 3   | Initia HC Hasselt  | 6   | 2 | 0 | 4 | 6   | 186 | 173 | 13  | +2 | Speelt voor de 3e en 4e plaats  |
| 4   | HC AtomiX          | 6   | 1 | 0 | 5 | 3   | 169 | 214 | -45 | +1 | Speelt voor de 3e en 4e plaats  |

### 3e en 4e plaats
| 1 mei 2010 | Initia Hasselt | 39 - 25 | HC AtomiX | Alverberg, Hasselt |
| 1 mei 2010 |                |         |           | Alverberg, Hasselt |
| 1 mei 2010 |                |         |           | Alverberg, Hasselt |

### Best of Three
| 1 mei 2010 | United HC Tongeren | 20 - 19 | Achilles Bocholt | Eburons Dôme, Tongeren |
| 1 mei 2010 |                    |         |                  | Eburons Dôme, Tongeren |
| 1 mei 2010 |                    |         |                  | Eburons Dôme, Tongeren |

| 8 mei 2010 | Achilles Bocholt | 38 - 39 | United HC Tongeren | De Damburg, Bocholt |
| 8 mei 2010 |                  |         |                    | De Damburg, Bocholt |
| 8 mei 2010 |                  |         |                    | De Damburg, Bocholt |

|                    |
| UNITED HC TONGEREN |
| 4de titel          |